# Dan Meuser
Pour les articles homonymes, voir Meuser.
Daniel P. Meuser dit Dan Meuser, né le 10 février 1964 à Babylon (New York), est un homme politique américain. Membre du Parti républicain, il est élu pour la Pennsylvanie à la Chambre des représentants des États-Unis depuis 2019.

## Biographie

### Études et carrière professionnelle
En 2001, Meuser devient président de Pride USA, une entreprise fabriquant des équipements à destination des personnes handicapées ou en rééducation dont il est l'un des fondateurs. Il quitte son poste en 2008 pour se lancer en politique. Il reste cependant membre du conseil d'administration de l'entreprise.

### Carrière politique
En 2008, Meuser est en effet candidat au Congrès dans le 10e district de Pennsylvanie, une circonscription tenue par un démocrate (Chris Carney) mais largement remportée par George W. Bush en 2004. Il réside toutefois dans le 11e district limitrophe, où Lou Barletta est candidat face au démocrate Paul Kanjorski. Bien qu'il dépense beaucoup plus d'argent que son adversaire, Meuser perd la primaire républicaine avec environ 48 % des voix contre 52 % pour l'homme d'affaires Chris Hackett. Carney est réélu.
En 2011, le nouveau gouverneur de Pennsylvanie Tom Corbett désigne Meuser à la tête du département des finances (en anglais : Secretary of the Departement of Revenue). Cette administration prélève les impôts locaux, aide à la préparation du budget et gère la loterie d'État. Son mandat s'achève en 2015, après la défaite de Corbett aux élections.
Lors des élections de mi-mandat de 2018, il se présente à la Chambre des représentants des États-Unis dans le 11e district de Pennsylvanie, pour succéder à Barletta, candidat au Sénat. Quelques mois avant les élections, la Cour suprême de l'État redécoupe les circonscriptions : Meuser poursuit sa campagne dans le 9e district, bien qu'il vit dans la circonscription voisine, le 8e district. Durant la primaire républicaine, il lève beaucoup plus de fonds que ses concurrents, notamment grâce à ses propres dons. Il est également soutenu par l'establishment républicain local. Il remporte la primaire avec 53 % des suffrages, devant le commissaire du comté de Schuylkill George Halcovage et l'ancien agent de la CIA Scott Uehlinger, entre 20 et 25 % des voix,. Dans une circonscription majoritairement républicaine, il est élu au Congrès avec 59,7 % des suffrages face au démocrate Denny Wolff, éleveur laitier et ancien secrétaire à l'Agriculture.

## Positions politiques
Meuser soutient la politique du président Donald Trump, notamment en matière d'immigration. Il est opposé à l'avortement et souhaite abroger l'Obamacare,.